# Hyzänischer Planet

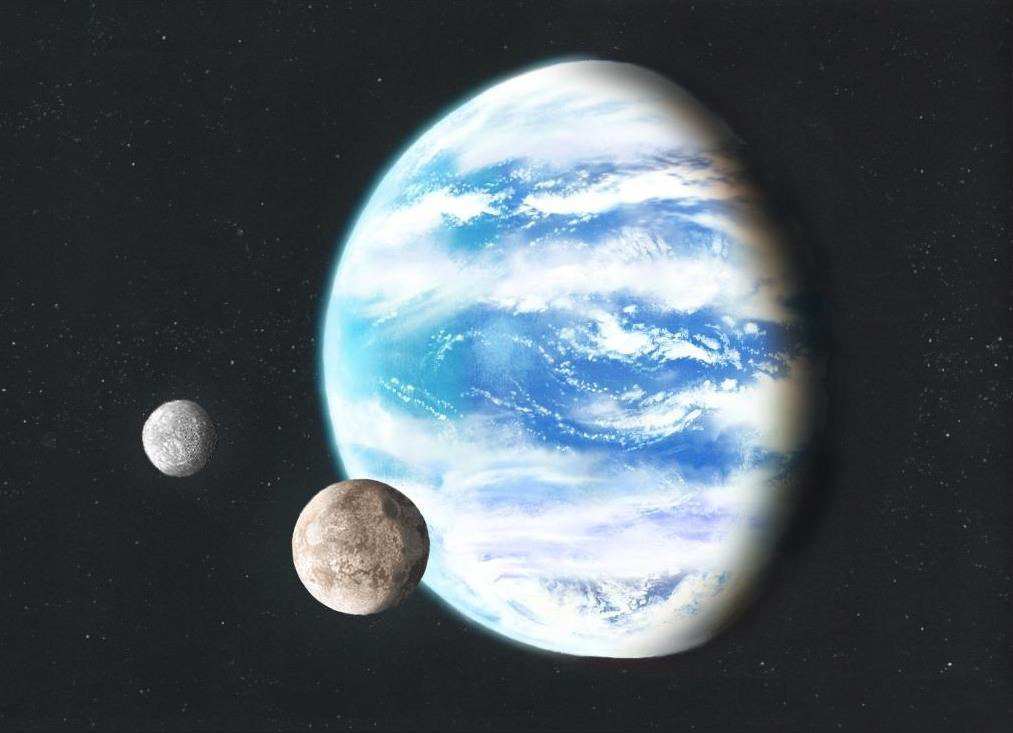
Hypothetischer Hycean-Planet mit zwei natürlichen Satelliten (künstlerische Darstellung)

Ein hyzänischer (auch: hyzeanischer) Planet (englisch hycean planet, ein Kofferwort, gebildet aus hydrogen ‚Wasserstoff‘ und ocean ‚Ozean‘) ist ein hypothetischer Typ eines habitablen Exoplaneten, der als heißer, von Wasser bedeckter Planet mit einer wasserstoffreichen Atmosphäre beschrieben wird, der möglicherweise Leben beherbergen kann. Den Forschern zufolge könnten zu solchen Planeten, sowohl felsige Supererden als auch Mini-Neptune (wie K2-18b und TOI-1231 b) gehören, und es wird daher erwartet, dass sie in der Exoplanetenpopulation zahlreich vertreten sind.
Hyzänische Planeten könnten „im Vergleich zu früheren Überlegungen für bewohnbare Planeten deutlich größer sein, mit Radien von bis zu 2,6 R⊕ (2,3 R⊕) bei einer Masse von 10 M⊕ (5 M⊕)“. Außerdem kann die habitable Zone solcher Planeten deutlich „breiter sein als die erdähnlicher habitabler Zonen“. Die damit verbundene planetarische Gleichgewichtstemperatur kann „bei späten M-Zwergen“ bis zu 500 K (230 °C) betragen.
Außerdem könnten rotationsgebundene dunkle hyzänische Planeten („bewohnbare Bedingungen nur auf ihren permanenten Nachtseiten“) oder kalte hyzänische Planeten (mit „vernachlässigbarer Einstrahlung“) existieren. Hyzänische Planeten könnten schon bald von terrestrischen Teleskopen und Weltraumteleskopen wie dem James Webb Space Telescope (JWST), das Ende 2021 gestartet ist, auf Biosignaturen untersucht werden.
Im Januar 2024 gab es erste Meldungen in der Presse, denen zufolge auf K2-18b, einem vermutlich hyzänischen Planeten, vom JWST eine Biosignatur entdeckt worden sein soll, nämlich Dimethylsulfid (DMS beziehungsweise C2H6S), eine Verbindung, die auf der Erde durch biologische Prozesse entsteht.